# Zimnitsa
Zimnitsa (Bulgaars: Зимница) is een dorp in Bulgarije. Het dorp is gelegen in de gemeente Straldzja, oblast Jambol. Het dorp ligt 13 km ten noordoosten van Jambol en 268 km ten zuidoosten van Sofia. 

## Bevolking
Het dorp Zimnitsa telde op 31 december 2020 1.645 inwoners, een daling vergeleken met het maximum van 2.329 in 1975. In tegenstelling tot de nabijgelegen dorpen is de bevolkingsontwikkeling van het dorp vrij gunstig gebleven.
|  |

Van de 1.804 inwoners reageerden er 1.787 op de optionele volkstelling van februari 2011. Van deze 1.787 respondenten identificeerden 1.385 personen zichzelf als etnische Bulgaren (77,5%), gevolgd door 374 Roma (20,9%), 12 Turken (0,7%) en 16 ondefinieerbare en overige respondenten (0,9%).
| Etnische samenstelling van de respondenten (2011) | Etnische samenstelling van de respondenten (2011) | Etnische samenstelling van de respondenten (2011) | Etnische samenstelling van de respondenten (2011) | Etnische samenstelling van de respondenten (2011) |
| ------------------------------------------------- | ------------------------------------------------- | ------------------------------------------------- | ------------------------------------------------- | ------------------------------------------------- |
|                                                   |                                                   |                                                   |                                                   |                                                   |
| Bulgaren                                          | Bulgaren                                          |                                                   | 77,5%                                             | 77,5%                                             |
| Turken                                            | Turken                                            |                                                   | 0,7%                                              | 0,7%                                              |
| Roma                                              | Roma                                              |                                                   | 20,9%                                             | 20,9%                                             |
| Anders/Onbekend                                   | Anders/Onbekend                                   |                                                   | 0,9%                                              | 0,9%                                              |